# Шаумяновский район (Армянская ССР)
Шаумяновский район — административно-территориальная единица в составе Армянской ССР, существовавшая в 1939—1958 годах. Центр — посёлок городского типа имени Шаумяна.

## История
Район был образован 2 сентября 1939 года из населённых пунктов, располагавшихся недалеко от Еревана, под первоначальным названием Бериевский район (также район имени Берия). Административным центром района стал посёлок городского типа имени Берия.
В 1953 году пгт имени Берия был переименован в пгт имени Шаумяна, в этой связи район получил название Шаумян(ов)ский.
21 августа 1958 года Шаумяновский район был ликвидирован, а его территория была передана в подчинение городского совета Еревана.

## География
На 1 января 1948 года территория района составляла 65 км².

## Административное деление
По состоянию на 1948 год район включал 1 посёлок городского типа (имени Берия), 3 рабочих посёлка (Нор-Кянк, Советашен, имени Таирова) и 10 сельсоветов: Анастасаванский, Ахтанакский, Давидашенский, Неркин-Чарбахский, Норагавитский, Нор-Арештский, Нор-Кохбский, Спандарянский, Шенгавитский и Шорбулахский.